# Ли, Павел Романович
Павел Романович Ли (укр. Павло Романович Лі; 10 июля 1988, Евпатория, Крымская область — 6 марта 2022, Ирпень, Киевская область) — украинский актёр театра, кино и дубляжа, певец, композитор

## Биография
Павел Ли играл в киевском театре «Колесо», был телеведущим на украинском телеканале «Дом». Снялся в ряде рекламных роликов и был известен по ролям в фильмах «Тени незабытых предков», «Штольня», «Правило боя», «Встреча одноклассников», «Спецы», а также озвучкой популярных англоязычных фильмов «Король Лев» и «Хоббит» на украинский язык. В 2021 году снялся в сериале «Провинциал».
Принимал участие в украинской версии «Фабрики звезд».
В первые дни вторжения России на Украину Ли вступил в ряды Сил территориальной обороны Вооружённых сил Украины.
Погиб 6 марта 2022 года в ходе боёв за Ирпень. О гибели Ли было объявлено на Одесском международном кинофестивале. Похоронен 18 марта 2022 года в селе Ворохта Ивано-Франковской области, где проживает его мать. Его смерть прокомментировала Первая леди Украины Елена Зеленская на страницах своих социальных сетей, отметив, что Павел вывозил людей из охваченного войной Ирпеня, в результате чего погиб. Память актёра почтили многие его коллеги по украинскому шоу-бизнесу.

## Фильмография
| Год  |   | Русское название        | Оригинальное название  | Роль     |
| ---- | - | ----------------------- | ---------------------- | -------- |
| 2003 | с | Один за всех            | Один за всіх           | Сергей   |
| 2006 | ф | Штольня                 | Штольня                | Ден      |
| 2008 | ф | За все тебя благодарю-3 | За все тобі дякую-3    |          |
| 2012 | ф | Обычное дело            | Звичайна справа        |          |
| 2013 | ф | Тени незабытых предков  | Тіні незабутих предків | Вова     |
| 2016 | ф | SelfieParty             | SelfieParty            | охранник |
| 2017 | ф | Правило боя             | Правило бою            | Дизель   |
| 2017 | с | Спецы                   | Специ                  |          |
| 2019 | ф | Встреча одноклассников  | Зустріч однокласників  | Костя    |
| 2023 | ф | Мирний-21               | Мирний-21              | Осирис   |

## Дублирование

### На украинский язык
| Le Doyen                               | Постмодерн                            | Tretyakoff Production                                                |
| -------------------------------------- | ------------------------------------- | -------------------------------------------------------------------- |
| Пиноккио — Гнит                        | Хоббит (кинотрилогия) — Фродо Бэггинс | Офелия                                                               |
| Король Лев                             | Бегущий в лабиринте                   | Отель Мумбаи: Противостояние                                         |
| Пятая волна                            | Kingsman: Секретная служба            | Крутые чуваки                                                        |
| Спасатели Малибу                       | Атака титанов: Жестокий мир           | Алеша Попович и Тугарин Змей — Алеша Попович (новый дубляж)          |
| Три икса: Мировое господство           | Оно                                   | Добрыня Никитич и Змей Горыныч — Елисей, третья голова Змея Горыныча |
| Шикарное приключение Шарпей            | Стажеры                               | Три богатыря и Шамаханская царица — Алеша Попович, Змей Горыныч      |
| Райя и последний дракон                | Дюнкерк                               | Три богатыря на дальних берегах — Алеша Попович, Змей Горыныч        |
| Тихоокеанский рубеж: Восстание         | Кролик Джоджо                         | Иван Княженко и Серый Волк (2 части) — Иван                          |
| Ниндзяго. Мастера Кружитцу             | Скрытые фигуры                        | Снежная королева 3: Огонь и лед                                      |
| Смурфики: Затерянная деревня           | Конг: Остров черепа                   |                                                                      |
| Звёздные войны: Пробуждение силы       | Люди Икс                              |                                                                      |
| Покахонтас 2: Путешествие в Новый Свет | Pie Post Production                   |                                                                      |
| Джон Картер — Эдгар                    | Молчание                              |                                                                      |
| Tак Treba Production                   | CinemaSound Production                |                                                                      |
| Южный парк — Эрик Теодор Картман       | Солнцестояние                         |                                                                      |
| Семьянин — Глен Квагмайр               | Дитя погоды                           |                                                                      |
| Очень страшное кино                    | Американский папаша!                  |                                                                      |
| Рассмеши комика                        |                                       |                                                                      |
| Сказочная Русь                         |                                       |                                                                      |
| Властелин колец                        |                                       |                                                                      |
| Мадагаскар                             |                                       |                                                                      |
| Теория большого взрыва (1-12 сезоны)   |                                       |                                                                      |

### На русский язык
| ТО ДіАр         | Tretyakoff Production        | CinemaSound Production      | FILM.UA        |
| --------------- | ---------------------------- | --------------------------- | -------------- |
| Монсуно         | Автобан                      | Патрик                      | Очередной врач |
| Команда Умизуми | Ужас Амитивилля: Пробуждение | Кодекс Готти                |                |
|                 |                              | Война миров                 |                |
|                 |                              | Авангард: Арктические волки |                |

## Награды
- Кавалер ордена «За мужество» III степени (6 июня 2022, посмертно)[17]